# Sikker periode
 Der er for få eller ingen kildehenvisninger i denne artikel, hvilket er et problem. Du kan hjælpe ved at angive troværdige kilder til de påstande, som fremføres i artiklen.

Sikker periode er en præventionsmetode, der består i, at man har samleje i de perioder i menstruationscyklussen, hvor sandsynligheden for befrugtning er mindst. Altså lige efter menstruation og så indtil et par dage inden ægløsning, idet sædceller først dør efter nogle dage.